# Hermanowice (przystanek kolejowy)
Hermanowice − zamknięty w 1994 roku przystanek osobowy w Hermanowicach, w gminie Przemyśl, w powiecie przemyskim, w woj. podkarpackim, w Polsce. Położony jest przy linii kolejowej nr 102 z Przemyśla Głównego do Malhowic. Został oddany do użytku w 1892 roku przez kkStB.